# Кызылагадж (Масаллинский район)
Кызылагадж (азерб. Qızılağac) — село в Масаллинском районе Азербайджана.
Расположено на Ленкоранской низменности в 15 км к востоку от районного центра Масаллы, в 8 км от железнодорожной станции Гасымлы и в 3 км от реки Виляшчай. Ближайшее соседнее село Виляш (Калиновка). С востока к селу примыкает территория Кызылагаджского заповедника.

## Этимология
Название Кызылагадж означает — «ольха» (азерб. Qızıl ağac).

## Население
По сведениям 1873 года, опубликованным в изданном в 1879 году под редакцией Н. К. Зейдлица «Сборнике сведений о Кавказе», в деревне Кизыл-агаджъ было 292 двора и 1747 жителей; «татары»-шииты (азербайджанцы-шииты). В селе имелись мечеть, пристань и «черный рынокъ».
По материалам посемейных списков на 1886 год, в селе Кизил-агачь Ленкоранского уезда насчитывалось 286 дымов  и 1864 жителей. 
Национальность жителей обозначалась как азербайджанцы (в источнике записаны «татарами»). Религиозная принадлежность —  мусульмане-шииты.
В конце 1970-х годов численность населения села составляла 4530 человек. В селе были развиты овощеводство, разведение зерновых, животноводство. Имелись средняя и восьмилетняя школы, клуб, три библиотеки, фельдшерский пункт, узел связи.

## Известные уроженцы
Уроженцем села является: Шахин Мусаоглу (азерб. Şahin Musaoğlu) — азербайджанский поэт, автор многих патриотических песен «Cənab leytenant», «İgid əsgər, möhkəm dayan» и других.

## Достопримечательности
Главная достопримечательность села — древний курган «Хезитепеси» (азерб. Həzi Təpəsi).
Также имеется баня, возведённая в конце XVIII - начале XIX веков.